# Biery

Nieoficjalny herb wsi Biery

Biery (niem. Bierau, cz. Běry) – wieś w Polsce, położona w województwie śląskim, w powiecie bielskim, w gminie Jasienica, na Śląsku Cieszyńskim. Powierzchnia sołectwa wynosi 216,4 ha, a liczba ludności 1284, co daje gęstość zaludnienia około 580 os./km².

## Położenie
Biery leżą na Pogórzu Cieszyńskim, u samych północnych podnóży Beskidu Śląskiego. Rozlokowane są w dolinie potoku Jasienica (Jasionka), na południe od szosy Skoczów – Bielsko-Biała.

## Części wsi
| SIMC    | Nazwa     | Rodzaj    |
| ------- | --------- | --------- |
| 0054444 | Kolonia   | część wsi |
| 0054450 | Pod Lasem | część wsi |
| 0054467 | Z Pól     | część wsi |
| 0054473 | Za Wodą   | część wsi |
| 0054480 | Zadki     | część wsi |

## Historia
Wieś została założona przez właścicieli Grodźca w XVI wieku. Nazwa wsi pochodzi prawdopodobnie od imienia Biera (Biernat), pierwotnie mogła też brzmieć Borowy. Po raz pierwszy pojawiła się (w postaci Birowy) na mapie księstw oświęcimskiego i zatorskiego autorstwa Stanisława Porębskiego, wydanej w 1563 roku w Wenecji. Ponadto istnieje dokument księcia cieszyńskiego Adama Wacława wystawiony w Cieszynie we wtorek po niedzieli Misericordia 1610 roku, w którym potwierdził on dawne przywileje nadane przez przodków księcia Krzysztofowi Grodzieckiem z Brodów na Grodźcu. Jeden z przywołanych przywileji zostały wystawiony przez Wacława III Adama we wtorek, w dzień św. Jadwigi, w 1554 na wsie Grodziec, a na Birowy.
W 1782 urodził się tu Józef Bożek – późniejszy wynalazca i konstruktor pojazdów z napędem parowym, działający w Pradze. W 1804 okoliczni Niemcy użyli nowej niemieckiej nazwy miejscowości Beyersdorf.
Po zniesieniu poddaństwa miejscowość nie ustanowiła samodzielnej gminy, lecz stała się częścią gminy Świętoszówka w powiecie sądowym Skoczów powiatu politycznego Bielsko na Śląsku Austriackim. Według austriackiego spisu ludności z 1900 w Bierach będących wówczas częścią Świętoszówki w 47 budynkach na obszarze 217 hektarów mieszkało 444 osób, co dawało gęstość zaludnienia równą 204,6 os./km², z tego 395 (89%) mieszkańców było katolikami, 42 (9,5%) ewangelikami a 7 (1,6%) wyznawcami judaizmu, 436 (98,2%) było polsko- a 8 (1,8%) niemieckojęzycznymi. Do 1910 roku liczba mieszkańców wzrosła do 499 osób.
W czasie działań wojennych zimą i wiosną 1945, gdy przez szereg tygodni utrzymywała się w pobliżu linia frontu, Biery zostały zniszczone w 60%.
W latach 1975–1998 miejscowość położona była w województwie bielskim.

## Religia
Na terenie miejscowości działalność duszpasterską prowadzi Kościół Rzymskokatolicki, parafia Najświętszego Serca Pana Jezusa, erygowana w 1991. Kościół rozbudowano w latach 1995–2001. Naprzeciwko kościoła znajduje się Dom Formacyjny, do którego najczęściej zjeżdżają dzieci i młodzież na Oazę (Ruch Światło-Życie) lub na rekolekcje.

## Kultura
W Bierach funkcjonuje Punkt Biblioteczny będący filią Gminnej Biblioteki Publicznej w Jasienicy. Punkt znajduje się przy ul. Kółka Rolniczego 219 i jest otwarty dwa razy w tygodniu: we wtorki od 15 do 17 i piątki od 15 do 17.
Przy ulicy Kółka Rolniczego mieści się Gminny Ośrodek Kultury w Jasienicy, Filia w Bierach. Na terenie filii znajduje się sala, na której odbywają się cykliczne zajęcia (aerobik, kółko plastyczne, sekcja tenisa stołowego, tai-chi czy warsztaty bibułkarskie), próby Zespołu Regionalnego „Bierowianie”, a także wesela, bankiety itp.